# Travacò Siccomario
Travacò Siccomario ist eine norditalienische Gemeinde (comune) mit 4448 Einwohnern (Stand 31. Dezember 2023) in der Provinz Pavia in der Lombardei. Die Gemeinde liegt etwa 4 Kilometer südsüdöstlich von Pavia am Parco naturale lombardo della Valle del Ticino am Zusammenfluss von Ticino und Po. 

## Geschichte
Die Gemeinde ist aus dem Zusammenschluss zahlreicher Gemeinden im 19. und Anfang des 20. Jahrhunderts entstanden. Der Namenszusatz Siccomario geht als Toponym auf den germanischen Namen Sighemar zurück. 

## Gemeindepartnerschaften
Travacò Siccomario unterhält eine Partnerschaft mit der französischen Gemeinde Camaret-sur-Aigues im Département Vaucluse.